# Arslan Ekşi
Arslan Ekşi (ur. 17 lipca 1985 w Stambule) – turecki siatkarz, reprezentant Turcji, grający na pozycji rozgrywającego. 

## Sukcesy klubowe
Mistrzostwo Turcji:
- 2001, 2003, 2008, 2010, 2011, 2012, 2021, 2022[2], 2023[3]
- 2006, 2014, 2016, 2025[4]
- 2002, 2007, 2024[5]

Puchar Turcji:
- 2001, 2008, 2012

Superpuchar Turcji:
- 2011, 2012, 2021, 2022[6], 2023[7]

Puchar Challenge:
- 2014
- 2021

## Sukcesy reprezentacyjne
Letnia Uniwersjada:
- 2005

Liga Europejska:
- 2019, 2023[8]
- 2022[9]

## Sukcesy indywidualne
- 2005: Najlepszy rozgrywający ligi tureckiej w sezonie 2004/2005
- 2007: Najlepszy rozgrywający ligi tureckiej w sezonie 2006/2007
- 2008: Najlepszy rozgrywający ligi tureckiej w sezonie 2007/2008
- 2009: Najlepszy rozgrywający Pucharu BVA[10]
- 2010: Najlepszy rozgrywający ligi tureckiej w sezonie 2009/2010
- 2010: Najlepszy turecki zawodnik ligi tureckiej w sezonie 2009/2010[11]
- 2011: Najlepszy rozgrywający ligi tureckiej w sezonie 2010/2011
- 2019: MVP Final Four Ligi Europejskiej
- 2022: MVP Superpucharu Turcji